# امبوابوا
امبوابوا (به لاتین: Amboaboa) یک سکونتگاه مسکونی در ماداگاسکار است که در سوفیا (ماداگاسکار) واقع شده‌است.

## خصوصیات
امبوابوا ۱۳٬۰۰۰ نفر جمعیت دارد و ۳۲۷ متر بالاتر از سطح دریا واقع شده‌است.